# Erwin Vervecken
Erwin Vervecken (Herentals, 23 maart 1972) is een Belgisch voormalig wielrenner en veldrijder. In deze laatste discipline werd hij driemaal wereldkampioen (2001, 2006 en 2007).
Vervecken stond bekend als een sterke zandcrosser, iemand die goed is in het loopwerk en vooral een sterke finisher. Traditioneel was Vervecken op z'n sterkst in de maand januari waarin de kampioenschappen plaatsvinden. Hij kon als geen ander pieken naar deze periode: Vervecken was niet echt een veelwinnaar, maar hij stond er meestal op de belangrijke afspraken.

## Levensloop

### Jeugd en als internationale liefhebber
Hij groeide op in Lille en begon reeds op 8-jarige leeftijd met het veldrijden. Zijn eerste wedstrijd in Noorderwijk won hij ook meteen. Bij de jeugd reed Vervecken voornamelijk veldritten in de Nederlandse provincie Noord-Brabant vooraleer in 1988 tot de KBWB toe te treden. Hij werd zowel Belgisch kampioen bij de nieuwelingen in 1989 als bij de juniores in 1991.
Ook als internationale liefhebber won hij regelmatig. Zijn eerste grote overwinning behaalde hij in de Duinencross te Koksijde in 1993 waar hij de profs Paul Herijgers en Danny De Bie versloeg. Hij werd daarom als niet-prof geselecteerd voor het wereldkampioenschap veldrijden dat enkele maanden later op dezelfde omloop plaatsvond. Hij werd meteen derde en dit betekende de start van zijn carrière.

### Prof

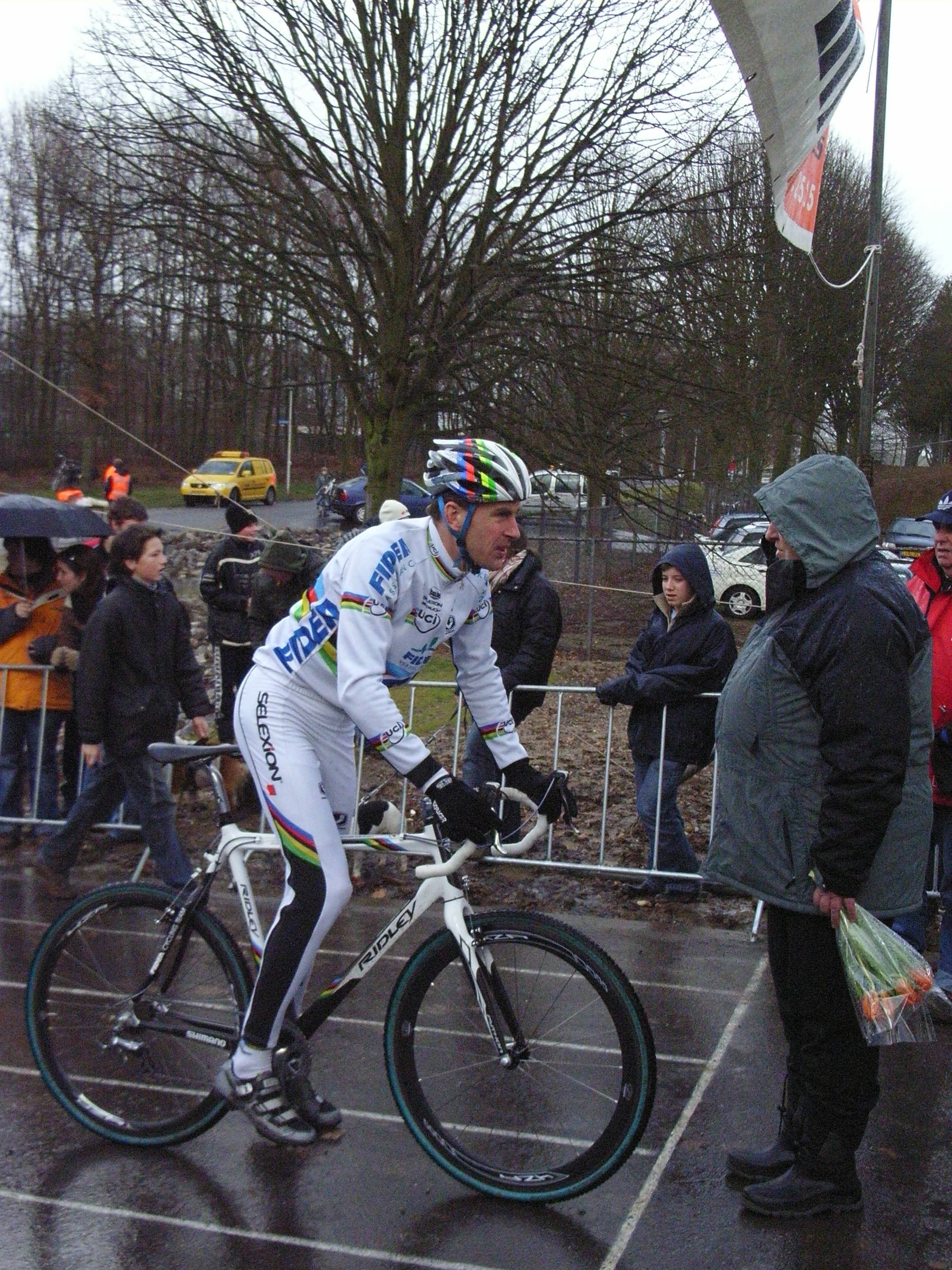
Erwin Vervecken voor de veldrit van Heerlen (2007)

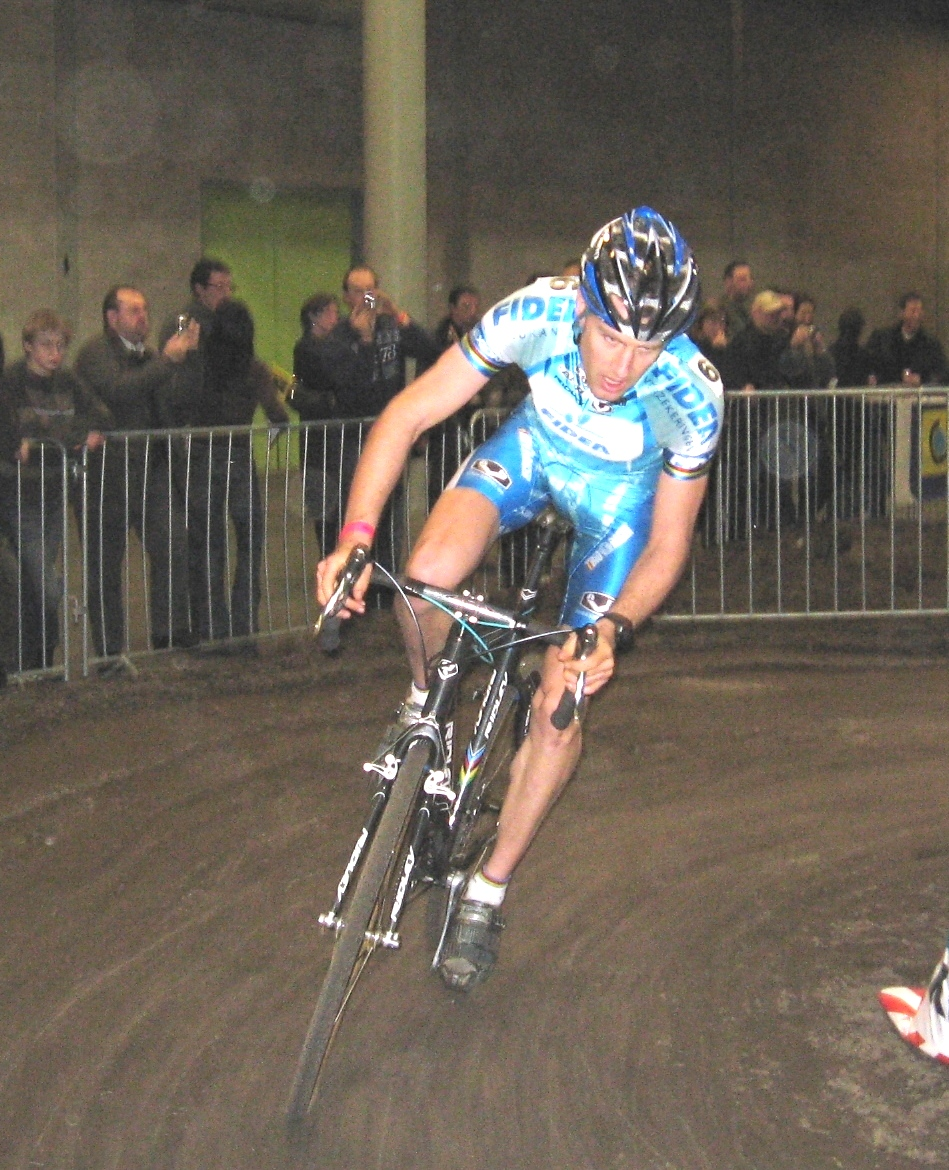
Erwin Vervecken op de indoor cyclocrosswedstrijd in Hasselt (2008)

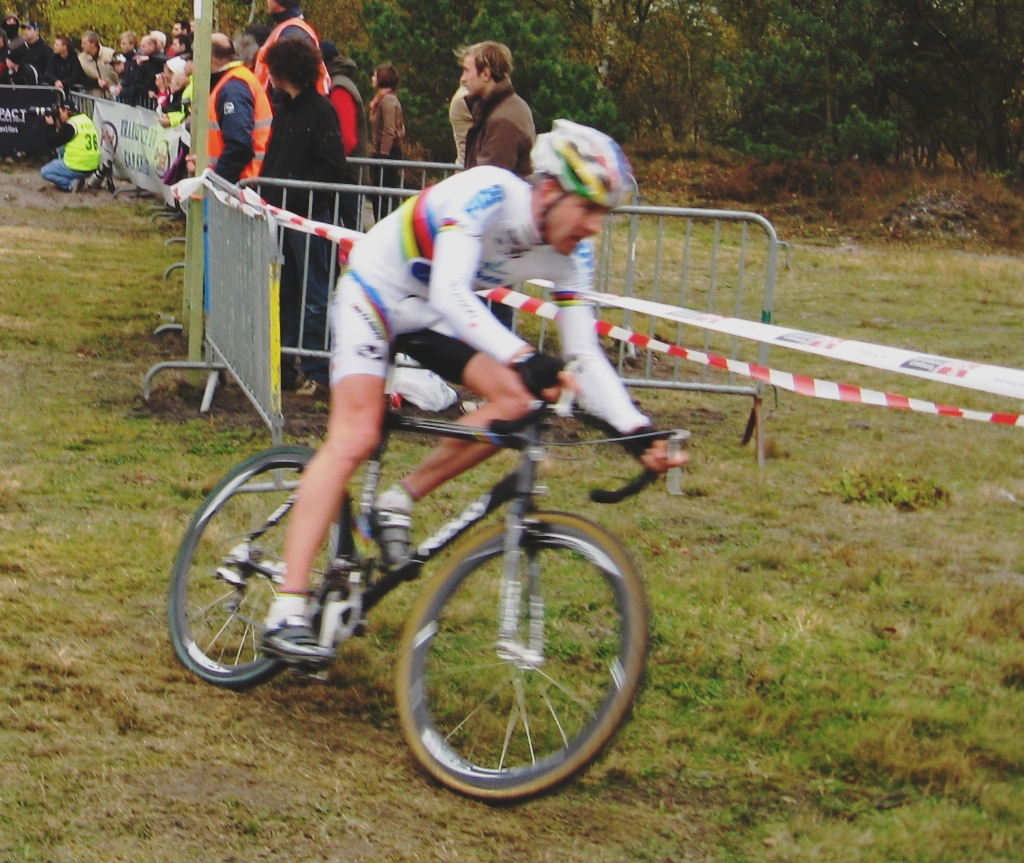

Vervecken werd in 1995 profwielrenner. Hoewel hij in de zomer ook wedstrijden op de weg reed, concentreerde hij zich vooral op het veldrijden. Vooral in de wereldkampioenschappen was hij succesvol met 8 podiumplaatsen. In 2001, 2006 en 2007 won hij de wedstrijd. In 1998, 1999 en 2005 behaalde hij zilver en in 1994 en 2003 veroverde hij het brons.
Het WK van 1999 in Poprad eindigde met heel wat commotie bij de Belgen. Vervecken, die alleen weg was geraakt, werd ingehaald door zijn landgenoot Mario De Clercq, die hem daarop ook nog klopte in de spurt. Dit was vreemd, omdat Vervecken het jaar daarvoor juist voor De Clercq had afgestopt. Dit viel niet in goede aarde bij Erwin. Het was het begin van een aantal jaren van spanningen in het Belgische kamp, met als dieptepunt het WK van 2000 in Sint-Michielsgestel.
Vervecken werd slechts eenmaal Belgisch kampioen bij de profs (in 1996) en behaalde daarnaast nog zesmaal zilver (1995, 1998, 2000, 2001, 2002 en 2006). Hij won verder, naast talrijke kleinere wedstrijden, nog 9 Superprestige- en 6 Wereldbekerwedstrijden. Qua aantal overwinningen was de periode 2000 tot 2002 zijn beste.
Vanaf 2005 was hij enkele jaren trainer aan de Vlaamse Wielerschool in Herentals. Hij beëindigde zijn loopbaan als wielrenner op 27 februari 2010, waarna hij bij de UCI vertegenwoordiger werd voor het veldrijden en aan de slag ging bij het sportmarketingbureau Golazo. Na zijn carrière dook Vervecken nog een keer het veld in op het parcours van Mol, waar hij voor het goede doel in 2010 en 2011 de 'sterrencross' van de Boonen and Friends Charity cyclocross won.

### Mountainbiken
In het begin van zijn carrière combineerde hij het veldrijden in de winter met het mountainbiken in de zomer. Ook hierin was hij succesvol. In 1995 werd hij Belgisch kampioen en versloeg hij hierbij Filip Meirhaeghe. In 1997 veroverde hij brons tijdens het Belgische kampioenschap.

### Privéleven
Vervecken behaalde een graduaat bedrijfsbeheer. Sinds 2005 is hij getrouwd. Ook na zijn carrière bleef Vervecken actief in het wielrennen. Hij is manager bij UCI Gran Fondo World Series en sinds 2022 ook van de UCI Gravel World Series.

## Palmares

### Veldrijden
| Seizoen   | Wereldbeker       | Superprestige                            | GvA Trofee                       | WK  | BK     | Overige                                              | Totaal aantal zeges |
| --------- | ----------------- | ---------------------------------------- | -------------------------------- | --- | ------ | ---------------------------------------------------- | ------------------- |
| 1993-1994 |                   |                                          |                                  | ↑   |        | Koksijde                                             | 1                   |
| 1994-1995 |                   |                                          |                                  | 20e | Zilver | Contern                                              | 1                   |
| 1995-1996 |                   | Gieten                                   | Lille                            | 5e  | Goud   | Koksijde, Ruddervoorde                               | 5                   |
| 1996-1997 |                   |                                          |                                  | 6e  | 4e     | Berlijn                                              | 1                   |
| 1997-1998 |                   |                                          | Lille                            | ↑   | Zilver |                                                      | 1                   |
| 1998-1999 |                   | Overijse                                 |                                  | ↑   | 5e     |                                                      | 1                   |
| 1999-2000 |                   |                                          |                                  | DNF | Zilver |                                                      | 0                   |
| 2000-2001 |                   | Overijse                                 | Niel, Rijkevorsel eindklassement | ↑   | Zilver | Harderwijk, Woerden, Praag, Koksijde, Surhuisterveen | 9                   |
| 2001-2002 | Nommay            | Sint-Michielsgestel, Hoogstraten, Diegem | Loenhout eindklassement          | DNF | Zilver | Boston, Gloucester, Huijbergen, Hoogerheide          | 9                   |
| 2002-2003 |                   |                                          |                                  | ↑   | 5e     | Ardooie                                              | 1                   |
| 2003-2004 |                   | Hoogstraten                              |                                  | 6e  | 7e     | Tacoma, Portland                                     | 3                   |
| 2004-2005 | Koksijde          | Diegem, Hoogstraten                      |                                  | ↑   | DNS    |                                                      | 3                   |
| 2005-2006 | Hoogerheide       |                                          |                                  | ↑   | Zilver | Eernegem, Roubaix                                    | 4                   |
| 2006-2007 | Hofstade          |                                          |                                  | ↑   | 5e     | Aalter                                               | 3                   |
| 2007-2008 |                   |                                          |                                  | 4e  | 4e     | Southampton, Woerden, Roubaix                        | 3                   |
| 2008-2009 | Koksijde, Roubaix |                                          |                                  | 19e |        |                                                      | 2                   |
| 2009-2010 |                   |                                          |                                  | 16e | 8e     | Sun Prairie II                                       | 1                   |
|           |                   |                                          |                                  |     |        |                                                      |                     |
| Totaal    | 6                 | 9                                        | 5                                | 3   | 1      | 24                                                   | 48                  |

### Resultaten in voornaamste wedstrijden
| Jaar | Gent-Wevelgem |
| ---- | ------------- |
| 1995 | 106e          |

Wielerploegen van Erwin Vervecken
de Vos · Van Santvliet · Vervecken · B.Wellens · G.Wellens
de Vos · Van Santvliet · Vervecken · B.Wellens · G.Wellens
de Vos · Jacobs · Van Santvliet · Vervecken · B.Wellens
Jacobs · T.Pauwels · K.Pauwels · Raeymakers · Van Santvliet · Vervecken · B.Wellens · G.Wellens
Drucker · Jacobs · T.Pauwels · K.Pauwels · Raeymakers · Van Santvliet · Vervecken · B.Wellens · G.Wellens
Drucker · Jacobs · K.Pauwels · Štybar · Van Santvliet · Verschueren · Verstraeten · Vervecken · B.Wellens · G.Wellens
Dlask · Drucker · Jacobs · K.Pauwels · Štybar · Van Santvliet · Vantornout · Verschueren · Verstraeten · Vervecken · B.Wellens · G.Wellens
Baestaens · Bertholet · Dlask · Drucker · Meeusen · K.Pauwels · Štybar · Van Santvliet · Vantornout · Vervecken · B.Wellens · G.Wellens
Baestaens · Bertholet · Dlask · Drucker · Gavenda · Meeusen · K.Pauwels · Štybar · Vantornout · Vervecken · B.Wellens